# Molí del Plomall
El Molí del Plomall és un antic molí del terme municipal d'Abella de la Conca, de la comarca del Pallars Jussà. Pertany al poble de Bóixols, al nord-est del municipi.
És al fons de la vall del riu Rialb, al sud del poble de Bóixols i molt a prop, també el sud, del Forat de Bóixols, del pont romànic que hi ha en aquell lloc, anomenat Pont del Plomall, i de la masia de Cal Plomall. En el seu entorn hi ha les partides rurals dels Camps de Cal Plomall i dels Trossos del Molí del Plomall.
S'hi accedeix des de la carretera L-511 en el punt quilomètric 14,5, per l'anomenat «Camí del Plomall», que passa primer pel pont esmentat, després per la masia i, finalment, pel molí.

## Etimologia
Es tracta d'un topònim romànic de caràcter descriptiu: és el molí més pròxim a la masia de Cal Plomall, i donava servei a la major part de pagesos del sud de Bóixols, arribant la seva àrea d'influència almenys fins al poble de la Rua.